# Mosaic (prohlížeč)
Mosaic byl první moderní webový prohlížeč, který se rozšířil do celého světa. Po méně známém prohlížeči Erwise byl Mosaic další grafický prohlížeč a jako první byl z Unixu portován i na operační systémy Apple Macintosh a Windows. Svou slávu si vydobyl hlavně tím, že byl zcela zdarma pro všechny platformy včetně Windows, které se používaly na 80% osobních počítačů. Mezi další přednosti prohlížeče patřilo:
- Zobrazování obrázků společně s textem (mimo prohlížeč ViolaWWW se do té doby obrázky zobrazovaly ve vlastním okně)
- Zvuky, formuláře, videoklipy, záložky a historie prohlížených stránek (postupně v pozdějších verzích)
- Pomocí externích programů bylo možné rozšířit funkce o MPEG, AVI, QuickTime, PostScript, PNG a jiné
- Integrovaný Gopher klient
- Podpora technologií TCP, IP, FTP, NNTP, Gopher, HTTP, URL, HTML, GIF a dalších
- Spolehlivost a jednoduchá instalace, obsahoval jednoduché a přehledné ovládací rozhraní [1]
- Podpora týmem trvalých vývojářů.

Práce na Mosaic započal NCSA (National Center for Supercomputing Applications) v únoru 1992, přičemž první verze spatřila světlo světa za několik měsíců. Oficiálně byl vývoj a podpora ukončeny 7. ledna 1997, pořád je však k dispozici na FTP serveru NCSA. Na základě zdrojového kódu byly později vyvinuty známé prohlížeče Internet Explorer a Netscape Navigator.

## Život prohlížeče

### Vznik
Na nápad prohlížeče s grafickým rozhraním přišli studenti v Illionis - Marc Andreessen a Eric Bina v prosinci 1992. Traduje se, že k němu došli v kavárně v univerzitním kampusu Champaign-Urbana; napadlo je rozšířit hypertext z pouhého textu i na grafické soubory. K tomu však potřebovali patřičný prohlížeč s grafickým rozhraním. Tehdy pracovali na 3D vizualizačních programech ve výzkumném středisku NCSA, které spadalo pod univerzitu. Vývoj započali počátkem února a již 7. dubna dokončili první verzi prohlížeče NCSA Mosaic. Obsahoval přibližně 10 000 řádků kódu, nebyl tedy nikterak složitý a dle pravidel NCSA byl šířitelný zcela zdarma.
Ani jeden si však neuvědomovali, jak rychle se Mosaic začne šířit mezi veřejnost. Byl to první prohlížeč, který poskytoval bránu do světa Internetu i obyčejnému člověku (služby jako Usenet, Gopher nebo FTP měly omezené možnosti a neexistovaly k nim tak snadno použitelné programy).
Je třeba zdůraznit, že Mosaic nebyl první webový prohlížeč pro systém Microsoft Windows. Byl jím Tom Bruceův takřka neznámý prohlížeč Cello. V té době už Mosaic fungoval pod UNIXem, ale ještě nebyl portován na systémy Windows a MacOS.

### Růst
NCSA předložilo Marcu Andreessenovi nabídku, kde stálo, že může ve středisku nadále pracovat za předpokladu, že ukončí práce na prohlížeči. Andreessen ji odmítl a odjel do Sillicon Valley hledat investora na vývoj Mosaicu. Ozval se mu Jim Clark (zakladatel společnosti Silicon System, Inc.), se kterým se nakonec dohodl, a tak Clark zainvestoval do vývoje 3 miliony dolarů. Spolu se čtyřmi dalšími bývalými studenty z Univerzity z Illinois tak založili Mosaic Communications Corporation (1994). Ta se nakonec stala Netscape Communication Corporation, společností produkující proslulý prohlížeč Netscape Navigator. Vedly ji k tomu spory o ochrannou známku NCSA z prohlížeče Mosaic Netscape 0.9 (ten byl vydán v říjnu).
V srpnu 1994 NCSA přiřadil obchodní práva Mosaicu firmě Spyglass, Inc., který mj. založil proto, aby mohl zkomercializovat některé technologie. Ten sice vlastnil licencovaný kód, údajně jej však nepoužil a kód pro svůj prohlížeč Spyglass prohlížeč Mosaic napsal zcela od začátku. Microsoft od něj v téhož roku koupil licenci za 2 milionů amerických dolarů s tím, že mu bude odevzdávat jistá procenta ze zisku. To se však nestalo, a tak po prohraném soudním sporu musel Spyglassu zaplatit ještě 8 milionů dolarů. Microsoft zdrojový kód upravil a výsledný produkt přejmenoval na Internet Explorer.
Podnik Quarterdek si licenci od Spyglassu rovněž zakoupil a vydal svůj prohlížeč Quarterdeck Mosaic Browser.

### Zánik
Během éry vzrůstu existovaly sice i další prohlížeče (např. Erwise, ViolaWWW, MidasWWW, Cello), ty však nebyly schopny dosáhnout masivního rozšíření a následně ohrozit dominantní pozici Mosaicu. Změna nastala až s uvedením Andreessenova Netscape Navigatora roku 1994. Poskytoval totiž oproti Mosaicu významná rozšíření, která u široké veřejnosti vyvolala mnohem více pozornosti.
Poté, co NCSA v lednu 1997 zastavilo práci na Mosaic, pokračovalo ve vývoji NCSA Mosaic pro X-Window System několik nezávislých skupin. Ty vydaly mMosaic (multicast Mosaic), na němž práce skončily roku 2004 a VMS Mosaic, který je pod aktivním vývojem od února 2009.

## Prostředí
Na svou dobu bylo prostředí Mosaicu velmi vybavené. Prohlížeč obsahoval toolbar se základními navigačními tlačítky, stavový řádek i menubar. Pomocí položky Anotate bylo možné autorům zaslat různé připomínky a návrhy k programu. Stránky uměl uložit, vytisknout, zobrazit jejich zdrojový kód, případně uložit do historie. Spustitelný je s mírnými problémy i z Windows XP. Lokalizace do češtiny není známa.
V Mosaicu nebylo možné nastavit fonty. Proto se objevovaly problémy s jazyky využívajícími jinou znakovou sadu, češtinu nevyjímaje. Na webu Čeština.cz je k dispozici návod, jak tento neduh vyřešit.
Jako „Killer application“ je označován software, který hraje velmi významnou úlohu ve spotřebitelském výběru produktů, například celého PC. V praxi to vypadalo tak, že si kupující pořídil počítač právě kvůli tomuto programu. Někdy se uvádí, že Mosaic mezi tuto skupinu programů patřil.

## Chronologie
| verze                                                                                                | datum uveřejnění | krátký popis změn |
| --- | ---------------- | --- |
| 0.1                                                                                                  | březen 1993      | První veřejná pre-release Mosaicu, dostupná pod UNIXem na X-Window. |
| 0.5                                                                                                  | 23. leden 1993   | První veřejná release Mosaicu, opět pouze pod Unixem. |
| 1.0                                                                                                  | listopad 1993    | Toto je první veřejné sestavení Mosaic. V této době ještě HTML 2.0 specifikace neexistovala a funkce, které Mosaic podporoval, se bohužel s pozdější specifikací značně rozcházely. Portováno na ostatní OS (Aleks Totic se zasloužil o přepsání na Apple Macintosh). |
| 2.0 alfa 1                                                                                           | leden 1994       | První alfa verze Mosaic 2.0. Podporovala HTML 2.0 Forms. |
| 2.0 alfa 2                                                                                           | únor 1994        | Opravena chyba v <TEXTAREA>. |
| 2.0 alfa 3                                                                                           | duben 1994       | Přidána podpora tagů <STRONG> a <EM>. |
| 2.0 alfa 8                                                                                           | prosinec 1994    | První významnější podpora tagů ze specifikace HTML 3.0. |
| 2.0 beta 1                                                                                           | březen 1995      | Přidána podpora tlačítek s vlastním popiskem a tag <XMP>. |
| 2.0 beta 4                                                                                           | květen 1995      | Umožňuje zarovnávat hlavičky a odstavce (tag <P>). |
| 2.0 final beta                                                                                       | červenec 1995    | Podporoval mnohá rozšíření z <BODY>, <HR>, a <CENTER> z Netscape 1.1. |
| 2.0                                                                                                  | listopad 1995    | Finální verze Mosaic 2.0. Poněkud opožděně přidává podporu velké části specifikace HTML 2.0. Zná element <BASE> a atribut alt u tagu <IMG>. Dále přidává podporu málo známého tagu <SOUND> a z Internet Exploreru <BGSOUND>.                                          |
| 2.1                                                                                                  | leden 1996       | Podpora obrázkových map. |
| 3.0 beta 2                                                                                           | duben 1996       | Dostupný pouze pro Macintosh platformu, měl reprezentovat změny, které se v nové verzi objeví. |
| 3.0 beta 4                                                                                           | září 1996        | Stále pod Macintoshem, pouze opravuje chyby. |
| 3.0                                                                                                  | leden 1997       | Dostupný pro všechny platformy. Finální verze Mosaic z NCSA. Zlepšuje podporu tabulek, ale nedovoluje vkládat tabulky vnořené. |
| Údaje byly použity z respektive z přičemž si některé informace navzájem z dalších zdrojů nesouhlasí! |                  | |